# Plate-forme des Organisations Haitiennes des Droits Humains (POHDH)
 (septembre 2020).
Formée après le coup d’état en 1991, la Plateforme des Organisations Haïtiennes de Défense des Droits Humains, désigné sous le sigle de POHDH, est une organisation apolitique à but non lucratif dont la mission est de s’engager à soutenir les droits de l’homme en Haïti.

## Histoire
La POHDH s’est constituée après le coup d’état de 1991. La répression systématique des militaires contre le mouvement démocratique et populaire qui a suivi cet événement, les violations massives des droits humains en général, ont motivé des organisations qui travaillaient surtout dans des domaines comme le développement social et communautaire à se regrouper en vue d’initier des actions dans le champ spécifique des droits humains. Vu le contexte dans lequel elle a vu le jour, la Plate-forme s’est intéressée surtout aux droits civils et politiques. Mais, depuis l’assemblée générale de 1992, les droits économiques, sociaux et culturels sont inscrits dans notre programme annuel comme prioritaires avec un accent particulier pour les droits des femmes. Toutefois, les droits civils et politiques ne sont pas laissés de côté dans ce contexte de crise politique où l’on connaît à nouveau une recrudescence des violations des libertés publiques.

## Mission
La POHDH se donne pour mission :
- S’engager activement  dans la lutte pour la promotion et la défense des droits de l’Homme.

- Permettre l'echange d'experiences entre les  organisations membres afin de mettre en commun leurs ressources humaines et matérielles pour une action concertée dans la problématique des droits humains en Haïti.

- Facilter la promotion des actions concertées pour répondre au besoin de formation dans les secteurs lies aux droits de l’homme et aux problèmes de l’assistance légale en Haïti.

- Garantir  un suivi permanent de la situation des droits de l’Homme dans le pays (collecte, vérification, diffusion)[2].

## Organisation
La Plate-forme contient trois principaux organes, lesquels sont : l’Assemblée Générale, le Comité de Coordination et le Secrétariat Exécutif. On y compte aussi   quatre commissions, dont:
1. Commission d’éducation à la culture des droits humains(CECDH).
2. Commission d’observation en droits humains(CODH).
3. Commission d’Intervention juridique(CIJ).
4. Commission de recherche, d’analyse et de réflexion(CRAR)[3].

## Membres fondateurs
Actuellement la Plate-forme compte sept (7) institutions haïtiennes, dont:
- Réseau National de Défense des Droits Humains (RNDDH).
- Centre de Recherches Sociales et de Formation Economique pour le Développement (CRESFED).
- Commission Episcopale Nationale Justice et Paix (CE-JILAP).
- Groupe D’Assistance Juridique (GAJ).
- Institut Culturel Karl Levêque (ICKL).
- Programme pour une Alternative de Justice (PAJ).
- Sant Kal Levek.

## Sources et références
1. ↑  « De plateforme des Organisations Haïtiennes Droits Humains (POHDH) » (consulté le 12 septembre 2020)
2. 1 2  « Presentation » (consulté le 12 septembre 2020)
3. ↑  « Les institutions membres de la POHDH » (consulté le 12 septembre 2020)